# 藤原尹文
藤原 尹文（ふじわら の まさふみ/ただふみ/まさむね）は、平安時代前期から中期にかけての貴族。藤原南家貞嗣流、大納言・藤原道明の子。官位は従四位上・播磨守。

## 経歴
兵庫助・六位蔵人を経て、延喜18年（918年）縫殿助に任ぜられる。延喜21年（921年）には左衛門少尉を務め、延喜22年（922年）従五位下・摂津守に叙任される。その後、伊賀守・播磨守と地方官を歴任し、位階は従四位上に至った。
娘は参議・藤原斉敏の室となり、実資ら三人の生母となっている。また、院政期に権力を振るった藤原通憲（信西）は尹文の昆孫（6代後）である。

## 官歴
- 時期不詳：兵庫助。六位蔵人[1]。
- 延喜18年（918年） 2月29日：縫殿助[1]。
- 延喜21年（921年） 正月30日：左衛門少尉[1]。
- 延喜22年（922年） 正月7日：従五位下、元蔵人主殿助[2]。正月29日：摂津守[2]
- 時期不詳：従四位上。伊賀守。播磨守[3]

## 系譜
- 父：藤原道明
- 母：多治比蔭光の娘
- 妻：橘恵子 - 橘良殖の娘
  - 男子：藤原永保
- 妻：藤原定方の娘
  - 男子：藤原永年[4]
  - 男子：藤原永頼（932-1010）
  - 男子：藤原永平[4]
- 生母不明の子女
  - 男子：藤原永令
  - 男子：慶円?（944?-1019）[5] - 天台座主第24世
  - 女子：藤原斉敏室（?-974）